# Big City Secrets
 (mars 2018).
Albums de Joseph Arthur
Cut and Blind (EP)
(1996) Vacancy (EP)
(1999)
Big City Secrets est le premier album studio du chanteur et guitariste pop rock américain Joseph Arthur, sorti en 1996.
L'album est beaucoup inspiré par la manière de chanter de Lou Reed, dont Joseph est fan. Il travaille à cet opus avec Joe Strummer du groupe The Clash 
Peter Gabriel et Brian Eno contribuent, également, sur la chanson Mercedes.

## Liste des titres
Toutes les chansons sont écrites et composées par Joseph Arthur.
| 1.    | Big City Secret                                | 4:34 |
| 2.    | Mercedes (chœurs : Peter Gabriel et Brian Eno) | 6:20 |
| 3.    | Mikel K                                        | 3:53 |
| 4.    | Good About Me                                  | 4:55 |
| 5.    | Daddy's on Prozac                              | 4:05 |
| 6.    | Marina                                         | 4:00 |
| 7.    | Birthday Card                                  | 5:36 |
| 8.    | Crying Like a Man                              | 6:14 |
| 9.    | Porcupine                                      | 4:42 |
| 10.   | Dessert                                        | 1:03 |
| 11.   | Haunted Eyes                                   | 4:42 |
| 12.   | Bottle of You                                  | 5:27 |
| 55:31 |                                                |      |

## Crédits
| - Joseph Arthur : chant, guitare, harmonica, basse - Markus Dravs : claviers, percussions, cor d'harmonie, accordéon, effets sonores - Simon Edwards : basse, piano, guitare (additionnel), mellotron, berimbau - Martyn Barker : batterie, percussions, carillon tubulaire, berimbau, caxixi, gong, cloches, effets sonores - Roger Beaujolais : vibraphone, xylophone - Nigel Eaton : vielle à roue - Ashley Slater : trombone - Ron Aslan : loop (batterie) - Nick Plytas : mellotron | - Production, mixage : Markus Dravs (en) - Ingénierie, édition, mixage : Ben Findlay - Édition (additionnel) : Crispin Murray, Paul Morris - Programmation (batterie) : Markus Dravs, Martyn Barker - Ingénierie (assistant) : Justin Griffith, Lee Fitzgerald, Lee Philips, Mark Aubury - Ingénierie (additionnel) : Goetz Botzenhardt, Ibi Tijani, Jacquie Turner, Nick Kirkland, Ray Martin, Ruadhri Cushnan - Design : Tristan Manco - Illustrations : Joseph Arthur - Photographie : Michele Turriani, Anna Gabriel |